# 19.ª Avenida Suroeste
La 19.ª Avenida Suroeste (Decimonovena Avenida Suroeste) es una vía urbana que recorre el sector suroeste de la ciudad de Managua, Nicaragua, a través de varios segmentos no conectados. Atraviesa diversos barrios históricos y zonas residenciales, sirviendo como eje de circulación secundaria entre la 1.ª Avenida Noroeste, la NIC-2, la Pista Juan Pablo II y otras calles del sur de la ciudad.

## Trazado
El primer tramo inicia en la intersección con la 1.ª Avenida Noroeste y la 18.ª Avenida Noroeste en el barrio Santa Ana Sur, y se extiende hacia el sur cruzando la 6.ª Calle Suroeste hasta llegar a la NIC-2 en la Colonia Mántica, pasando por el Teatro Justo Rufino Garay.
Un segundo tramo independiente reaparece al sur en el Barrio Altagracia, cruzando la 18.ª Calle Suroeste y finalizando en la 21.ª Calle Suroeste cerca de la 18.ª Avenida Suroeste.
El tercer tramo no conectado inicia desde la Pista Juan Pablo II en el barrio La Esperanza, continuando en dirección sur hasta culminar en la 41.ª Calle Suroeste.

## Intersecciones principales
- 1.ª Avenida Noroeste – Inicio en el barrio Santa Ana Sur
- 6.ª Calle Suroeste – Cruce residencial
- NIC-2 – Intersección importante en Colonia Mántica
- 18.ª Calle Suroeste – Paso por Barrio Altagracia
- 21.ª Calle Suroeste – Conexión hacia zonas comerciales
- Pista Juan Pablo II – Acceso desde el barrio La Esperanza
- 41.ª Calle Suroeste – Extremo sur de la vía

## Barrios que atraviesa
- Santa Ana Sur
- Colonia Mántica
- Altagracia
- La Esperanza

## Coordenadas
12°7′5″N 86°15′27″O / 12.11806, -86.25750